# Persone di nome Christopher/Cestisti
| Questa pagina contiene informazioni ricavate automaticamente dalle voci biografiche con l'ausilio del template Bio e di un bot. L'aggiornamento è periodico e automatico e ricostruisce completamente la pagina. Se manca una persona in questa lista, sei pregato di non aggiungerla, ma accertati piuttosto che la sua voce biografica contenga il template Bio e che i dati anagrafici siano correttamente compilati. Se il template Bio manca, inseriscilo tu stesso o, in alternativa, metti l'avviso {{tmp\|Bio}} che ne segnala la mancanza. Se i dati riportati sono sbagliati, correggi direttamente la voce biografica; le modifiche saranno visibili in questa lista entro pochi giorni. Per chiarimenti vedi il progetto antroponimi. La lista contiene solo le 86 persone che sono citate nell'enciclopedia e per le quali è stato implementato correttamente il template Bio. Pagina aggiornata al 22 giu 2025. |

Questa è una lista di persone presenti nell'enciclopedia che hanno il nome Christopher e sono cestisti.

## A(4)
- Chris Andersen, ex cestista statunitense (Long Beach, n. 1978)
- Ike Anigbogu, cestista statunitense (San Diego, n. 1998)
- Chris Anstey, ex cestista e allenatore di pallacanestro australiano (Melbourne, n. 1975)
- Chris Ayer, ex cestista statunitense (Tucson, n. 1983)

## B(5)
- Chris Booker, ex cestista statunitense (Fort Worth, n. 1981)
- Chris Bosh, ex cestista statunitense (Dallas, n. 1984)
- Chris Boucher, cestista santaluciano (Castries, n. 1993)
- Chris Bracey, ex cestista statunitense (Chicago, n. 1980)
- Chris Brady, cestista statunitense (Greenlawn, n. 1995)

## C(7)
- Chris Carter, cestista statunitense (Port St. Lucie, n. 1992)
- Chris Chiozza, cestista statunitense (Memphis, n. 1995)
- Chris Clemons, cestista statunitense (Raleigh, n. 1997)
- Chris Cooper, ex cestista statunitense (Bronx, n. 1990)
- Chris Corchiani, ex cestista statunitense (Coral Gables, n. 1968)
- Chris Crawford, ex cestista e ex giocatore di baseball statunitense (Kalamazoo, n. 1975)
- Chris Czerapowicz, cestista svedese (Göteborg, n. 1991)

## D(4)
- Chris Dowe, cestista statunitense (Louisville, n. 1991)
- Chris Duarte, cestista dominicano (San Felipe de Puerto Plata, n. 1997)
- Chris Duhon, ex cestista e allenatore di pallacanestro statunitense (Mamou, n. 1982)
- Chris Newsome, cestista filippino (San Jose, n. 1990)

## E(3)
- Chris Engler, ex cestista statunitense (Stillwater, n. 1959)
- Chris Ensminger, ex cestista e allenatore di pallacanestro statunitense (Cincinnati, n. 1973)
- Chris Evans, cestista statunitense (Chesapeake, n. 1991)

## F(2)
- Chris Finch, ex cestista e allenatore di pallacanestro statunitense (Cambridge, n. 1969)
- Chris Ford, cestista e allenatore di pallacanestro statunitense (Atlantic City, n. 1949 - Filadelfia, † 2023)

## G(6)
- Chris Banchero, cestista filippino (Seattle, n. 1989)
- Chris Gabriel, cestista sudafricano (Città del Capo, n. 1988)
- Chris Garner, ex cestista statunitense (Memphis, n. 1975)
- Chris Gastón, cestista statunitense (Union City, n. 1989)
- Chris Goulding, cestista australiano (Launceston, n. 1988)
- Chris Grimm, ex cestista statunitense (Brighton, n. 1984)

## H(5)
- Chris Harris, cestista britannico (Southampton, n. 1933 - Dayton, † 2022)
- Chris Haslam, ex cestista e allenatore di pallacanestro britannico (Southport, n. 1974)
- Chris Hernández, ex cestista statunitense (Fresno, n. 1983)
- Chris Holm, ex cestista e allenatore di pallacanestro statunitense (Long Beach, n. 1984)
- Chris Hunter, ex cestista statunitense (Gary, n. 1984)

## J(4)
- Chris Jefferies, ex cestista statunitense (Fresno, n. 1980)
- Keon Johnson, cestista statunitense (Shelbyville, n. 2002)
- Chris Jones, cestista statunitense (Memphis, n. 1991)
- Chris Jones, cestista statunitense (Garland, n. 1993)

## K(4)
- Chris Kaman, ex cestista statunitense (Grand Rapids, n. 1982)
- C.J. Kelly, cestista statunitense (Long Island City, n. 1998)
- Chris King, ex cestista statunitense (Newton Grove, n. 1969)
- Chris Kramer, cestista statunitense (Huntington, n. 1988)

## L(2)
- Chris Livingston, cestista statunitense (Akron, n. 2003)
- Chris Lofton, ex cestista statunitense (Maysville, n. 1986)

## M(15)
- Chris Mack, ex cestista e allenatore di pallacanestro statunitense (Cleveland, n. 1969)
- Chris Massie, ex cestista statunitense (Houston, n. 1977)
- Chris McCullough, cestista statunitense (Bronx, n. 1995)
- Chris McNaughton, ex cestista tedesco (Norimberga, n. 1982)
- Chris McNealy, ex cestista statunitense (Fresno, n. 1961)
- Chris McGuthrie, ex cestista statunitense (Washington, n. 1974)
- Chris McKnight, cestista statunitense (Lancaster, n. 1987)
- Chris McNealy, ex cestista statunitense (Danville, n. 1992)
- Chris Mihm, ex cestista statunitense (Milwaukee, n. 1979)
- Chris Mills, ex cestista statunitense (Los Angeles, n. 1970)
- Chris Monroe, ex cestista statunitense (Silver Spring, n. 1981)
- Chris Morris, ex cestista statunitense (Atlanta, n. 1966)
- Chris Mortellaro, cestista statunitense (Cocoa Beach, n. 1982)
- Chris Moss, ex cestista statunitense (Columbus, n. 1980)
- Chris Mullin, ex cestista, dirigente sportivo e allenatore di pallacanestro statunitense (Brooklyn, n. 1963)

## O(4)
- Chris Obekpa, cestista nigeriano (Makurdi, n. 1993)
- Chris Olivier, cestista statunitense (Chicago, n. 1992)
- Christopher Ortiz, cestista statunitense (Brooklyn, n. 1993)
- Chris Otule, cestista statunitense (Houston, n. 1990)

## P(2)
- Chris Paul, cestista statunitense (Winston-Salem, n. 1985)
- Chris Porter, ex cestista statunitense (Abbeville, n. 1978)

## Q(1)
- Chris Quinn, ex cestista e allenatore di pallacanestro statunitense (New Orleans, n. 1983)

## R(2)
- Chris Roberts, ex cestista statunitense (Fort Worth, n. 1988)
- Chris Robinson, ex cestista statunitense (Columbus, n. 1974)

## S(5)
- Chris Singleton, cestista statunitense (Canton, n. 1989)
- Chris Smith, ex cestista statunitense (Bridgeport, n. 1970)
- Chris Smith, ex cestista statunitense (Charles Town, n. 1939)
- Chris Smith, cestista statunitense (Sacramento, n. 1994)
- Trent Strickland, ex cestista statunitense (Atlanta, n. 1984)

## T(2)
- Chris Taft, ex cestista statunitense (Brooklyn, n. 1985)
- Chris Thomas, ex cestista e allenatore di pallacanestro statunitense (Indianapolis, n. 1982)

## V(1)
- Chris Hill, ex cestista statunitense (Indianapolis, n. 1983)

## W(8)
- Christopher Walker, ex cestista giamaicano (Kingston, n. 1981)
- Christy Walsh, cestista irlandese (Tralee, n. 1920 - Dublino, † 1985)
- Chris Warren, ex cestista statunitense (Garland, n. 1981)
- Chris Warren, cestista statunitense (Orlando, n. 1988)
- Chris Washburn, ex cestista statunitense (Hickory, n. 1965)
- Chris Watson, ex cestista statunitense (White Plains, n. 1975)
- Chris Whitney, ex cestista e dirigente sportivo statunitense (Hopkinsville, n. 1971)
- Chris Williams, cestista statunitense (Birmingham, n. 1980 - Birmingham, † 2017)